# Kix
Kix — американская хард-рок-группа, созданная в 1978 году в Хэйгерстауне, Мэриленд. Пик её популярности пришёлся на конец 1980-х — начало 90-х годов, а самым известным хитом является пауэр-баллада «Don’t Close Your Eyes» (1988), достигшая 11 позиции в чарте Billboard Hot 100.

## История

### Формирование и ранний этап
В декабре 1977 года, в Хэйгерстауне, Мэриленд, гитаристы Ронни Йонкинс, Брайан Форсит и басист Донни Парнелл основали группу, получившую название The Shooze. За полгода в группе сменилось три вокалиста, пока, наконец, обязанности фронтмена не взял на себя барабанщик Стив Уайтман. Место за барабанами занял Донни Спенс, но в 1979 году он был заменён Джимми «Chocolate» Чалфэнтом. В таком составе группа записывает демо и рассылает его по различным лейблам. Когда лейблы начали проявлять к нему интерес, название группы сменили на The Generators. А после заключения контракта с Atlantic Records группа в последний раз поменяла название на Kix.
В 1981 году выходит дебютный альбом, названный также как и группа Kix. Песня «Poison» с би-сайдом «The Itch» была выпущена в виде сингла. Песня «Love at First Sight» мгновенно стала концертным фаворитом. В песне «Kix Are for Kids» группа ловко совместила своё название с готовым завтраком «Kix», который был популярен в 60-е и 70-е годы, и с кроликом-маскотом другого завтрака Trix («Silly rabbit, Trix are for kids!»). «Yeah, Yeah, Yeah» изначально написанная как песня для переклички с залом, также стала самым популярным концертным номером группы, во время исполнения которой Стив Уайтман импровизирует в общении с залом.

### Коммерческий успех
В 1982 году, группа выгнала гитариста Ронни Йонкинс и заменила его Брэдом Дайвенсом (Souls at Zero/Wrathchild America). В 1983 выходит второй альбом Cool Kids, показывающий движение группы в более коммерческом направлении. Альбом смог занять лишь 177 позицию в чарте Billboard 200. Главным хитом и единственным синглом из альбома стала «Body Talk» — хард-роковая песня с танцевальным ритмом, на которую был снят первый клип группы.
В том же году Дайвенс уходит из группы и на своё место возвращается Ронни Йонкинс, возрождая классический состав.
Для записи своего следующего альбома, Kix прибегают к сотрудничеству с продюсером Биу Хиллом (Ratt, Warrant and Winger). В 1985 году выходит альбом Midnite Dynamite, в который вошли одноимённый альбому хард-роковый сингл и фанк-роковые песни «Cold Shower» и «Sex». Также, в альбом вошла песня «Bang Bang (Balls of Fire)», сочинённая Парнеллом и Кипом Вингером. Вингер был не единственным музыкантом со стороны, оказавшим помощь в создании альбома. Сессионный барабанщик Антон Фиг сыграл на двух песнях, также на двух песнях засветился гитарист Майк Сламер (Streets/City Boy/Warrant), которые помогли придать группе новое звучание. С этим новым звучанием Kix оказались на передовой хэйр-метала, наряду с Warrant, Poison и Ratt.
В 1988 году выходит альбом Blow My Fuse, с которой группа получает свою первую и последнюю «платину». Пауэр-баллада «Don’t Close Your Eyes», призывающая не совершать самоубийство, была выпущена в 1989 году в качестве сингла с сопутствующим клипом и пробилась на 11 строчку чарта Billboard Hot 100. Песни «Cold Blood» и «Blow My Fuse» тоже были выпущены в качестве синглов, с видеоклипами, снятыми во время концерта в Hammerjack. В 1989 году группа выпускает VHS-кассету Blow My Fuse: The Videos, в которую вошли альбомные клипы и закулисные съёмки. Kix перешли с клубных выступлений на большие арены, где выступали разогревающим актом перед такими популярными группами как Ratt.
В 1991 году вышел альбом Hot Wire. В его поддержку был выпущен сингл на песню «Girl Money». В 1992 году, гитарист Брайан Форсит был заменён Джими Кей Бонсом. Во время своего выступления в Университете Мэриленда, проходящего как часть тура 1992 году, группа записала свой первый концертный альбом, выпущенный в 1993 году и названный просто Live.
В 1994 году, Atlantic Records расторгли контракт с группой. В 1995 году группа выпустила свой последний альбом $how Bu$ine$$ на лейбле CMC International, после чего распалась.

## Дискография

### Студийные альбомы
- Kix (1981) (на некоторых релизах 1980)
- Cool Kids (1983) (на некоторых релизах 1982)
- Midnite Dynamite (1985) (на некоторых релизах 1984)
- Blow My Fuse (1988) (на некоторых релизах 1987) (US #46)
- Hot Wire (1991) (US #67)
- $how Bu$ine$$ (1995)
- Rock Your Face Off (2014)

### Концертные альбомы
- Live (1993)  также известен как Contractual Obligation Live

### Сборники
- The Essentials (2002) (комиляция из 12 песен)
- Thunderground (2004) (компиляция демозаписей)
- Rhino Hi-Five (2006) (пятипесенная компиляция)

### Гостевое участие
- Monster Metal Power Ballads (2006 — песня «Still Loving You» (Scorpions cover), обозначена как «Still Lovin' You» Стивом Уайтмэном)
- Monster Ballads: Platinum Edition (2006, retail version — песня «Don’t Close Your Eyes»)
- Monster Ballads: Platinum Edition (2005, эксклюзивная версия — песня «Don’t Close Your Eyes»)
- Leppardmania: A Tribute to Def Leppard (2000 — песня «Foolin'» (Def Leppard cover))
- Monster Ballads (1999 — песня «Don’t Close Your Eyes»)

### Синглы
| Год  | Название                | Позиция в чарте   | Позиция в чарте        | Альбом           |
| Год  | Название                | Billboard Hot 100 | Mainstream Rock Tracks | Альбом           |
| ---- | ----------------------- | ----------------- | ---------------------- | ---------------- |
| 1983 | «Body Talk»             | -                 | -                      | Cool Kids        |
| 1985 | «Midnite Dynamite»      | -                 | -                      | Midnite Dynamite |
| 1985 | «Cold Shower»           | -                 | -                      | Midnite Dynamite |
| 1989 | «Get It While It’s Hot» | -                 | -                      | Blow My Fuse     |
| 1989 | «Don’t Close Your Eyes» | 11                | 16                     | Blow My Fuse     |
| 1989 | «Cold Blood»            | -                 | -                      | Blow My Fuse     |
| 1989 | «Blow My Fuse»          | -                 | -                      | Blow My Fuse     |
| 1991 | «Girl Money»            | -                 | 26                     | Hot Wire         |

## Видеография
- Blow My Fuse: The Videos (1989)